# Qamīţeh
Qamīţeh (persiska: Ghamīteh, غمیته, قمیطه, غمیطه) är en ort i Iran.   Den ligger i provinsen Nordkhorasan, i den nordöstra delen av landet, 500 km öster om huvudstaden Teheran. Qamīţeh ligger 936 meter över havet och antalet invånare är 140.
Terrängen runt Qamīţeh är platt åt sydost, men åt nordväst är den kuperad.Runt Qamīţeh är det ganska glesbefolkat, med 27 invånare per kvadratkilometer. Närmaste större samhälle är Sankhvāst, 9,2 km nordost om Qamīţeh. Omgivningarna runt Qamīţeh är i huvudsak ett öppet busklandskap.